# Frontline (magazine)
Pour les articles homonymes, voir Frontline.
Frontline est un magazine bimensuel en anglais publié par The Hindu Group (en), un groupe de publications basé à Chennai, en Inde ; R Vijaya Sankar (en) en est le rédacteur en chef. Magazine consacré aux affaires courantes, il rapporte des nouvelles domestiques et internationales, en donnant une place importante aux questions de développement des états indiens, mais couvre également un vaste ensemble de sujets scientifiques, d'art, de littérature et de cinéma.

## Historique
Frontline parut pour la première fois en 1984, initialement sous forme d'un journal ; en raison de dissensions sur sa forme et son contenu, il fut ensuite vendu à PL Investments (en) Ltd, qui le revendit par la suite à The Hindu Group (en).

## Contributeurs et points de vue
Parmi ses contributeurs réguliers, on trouve des écrivains progressistes connus tels que C. P. Chandrasekhar, Praful Bidwai, R.K. Raghavan, Jayati Ghosh et Bhaskar Ghose. Aijaz Ahmad (en), un critique littéraire et analyste politique marxiste fournit également des essais occasionnels sur des sujets divers. L'historien marxiste Vijay Prashad (en) écrit régulièrement une « lettre d'Amérique » se rapportant à des sujets américains.
Frontline est connu pour ses analyses approfondies, en particulier celles des sujets liés à la classe ouvrière, aux secteurs non organisés ou aux régions tribales de l'Inde.
Depuis 1991, le magazine s'est opposé aux réformes économiques des gouvernements successifs, comme le désinvestissement des entreprises possédées par l'État ou l'ouverture des secteurs des télécommunications et de l'assurance à des intérêts privés ou étrangers.

## Récompenses
Dionne Bunsha (en), correspondant régulier du magazine, a reçu le prix Ramnath Goenka (en) en 2007 pour des reportages exceptionnels dans le domaine de l'environnment. Le journalist P.Sainath (en), un contributeur régulier de Frontline, a gagné le Ramon Magsaysay Award de 2007 pour son travail dans les domaines des arts plastiques, du journalisme et de la communication.
D'autres journalistes tels que Asha Krishnakumar (en) et Praveen Swami (en) ont également reçu des prix prestigieux, comme le prix Lorenzo Natali.